# Steff la Cheffe
Steff la Cheffe (* 4. April 1987 in Bern; bürgerlich Stefanie Peter) ist eine Schweizer Rapperin und Beatboxerin aus dem Berner Breitenrain-Quartier.

## Biografie
Als Kind begann Steff la Cheffe Gitarre zu spielen. Im Alter von 13 Jahren schrieb sie ihre ersten eigenen Texte. Parallel dazu begann sie mit Beatboxing. Drei Jahre später, im Alter von 16 Jahren, folgten erste Auftritte. In dieser Zeit trat sie auch in diversen Städten ausserhalb der Schweiz auf. So hatte sie unter anderem Auftritte als Beatboxerin in Paris, Prag und Berlin.
2009 begleitete Steff la Cheffe Andreas Vollenweider als Beatboxerin auf seinen Konzerten. Gemeinsam mit Daniel Küffer wurden Lieder von Vollenweider in einer komplett überarbeiteten Version vorgetragen. Im selben Jahr wurde Steff la Cheffe am m4music als Newcomer of the Year ausgezeichnet. Sie belegte zudem Platz eins in der Kategorie Urban. Überdies erreichte sie den Vizeweltmeistertitel in der Female-Kategorie an den Beatbox-Weltmeisterschaften in Berlin.
Zusammen mit dem Zürcher Reggae-Sänger Dodo arbeitete sie anschliessend an ihrem ersten Soloalbum. Als Folge dieser Zusammenarbeit ist Steff la Cheffe dreimal auf Dodos Album Reggae Against the Machine vertreten. Steff la Cheffes Debütalbum Bittersüessi Pille erschien am 9. Mai 2010 und erreichte in der Schweizer Hitparade Platz 7.
2011 erhielt sie den Swiss Music Award für das «Best Talent National». 2014 wurde ihr der Ida-Somazzi-Preis verliehen.
2015 erhielt sie als rappender Roboter im Hörspiel Jimmy Flitz mit div. anderen Schweizer Mundartsängern die Goldige Chrönli-Auszeichnung.
2020 nahm sie an der ersten Staffel Sing meinen Song – Das Schweizer Tauschkonzert teil.
2022 erreichte sie als Koi-Elfe den vierten Platz bei der 3. Staffel von The Masked Singer Switzerland.

## Diskografie
- 2010: Bittersüessi Pille
- 2013: Vögu zum Geburtstag
- 2018: Härz Schritt Macherin
- 2020: PS:

## Weitere Veröffentlichungen
- 2012: Zu allem bereit feat. Dodo - Samplerbeitrag Bock uf Rap 2 (BMMP)

## Auszeichnungen und Nominierungen

### Auszeichnungen
- 2010: Prix Walo — Kategorie: "Newcomer"[4]
- 2011: Swiss Music Awards — Kategorie: "Best Talent National"
- 2013: Prix Walo — Kategorie: "Hip Hop"[5]
- 2019: Swiss Music Awards — Kategorie: "Best Female Solo Act"

### Nominierungen
- 2013: MTV Europe Music Awards — Kategorie: "Best Swiss Act"
- 2014: Swiss Music Awards — Kategorie: "Best Hit National" (für Ha ke Ahnig)
- 2014: Swiss Music Awards — Kategorie: "Best Album Urban National" (für Vögu zum Geburtstag)
- 2021: Swiss Music Awards — Kategorie: "Best Female Act"[6]